# Niegowoj
Niegowoj – staropolskie imię męskie, złożone z dwóch członów: Niego- ("rozkosz") i -woj ("wojownik"). Może ono oznaczać "tego, którego wojownicy zawsze cieszą, który może być zawsze z wojowników dumny".
Niegowoj imieniny obchodzi 17 lutego.